# Беат Фойц
Беат Фойц (нім. Beat Feuz) — швейцарський гірськолижник, що спеціалізується в швидкісних дисциплінах, олімпійський чемпіон, чемпіон світу та призер чемпіонатів світу, призер Олімпійських ігор.  
На Пхьончханській олімпіаді 2018 року Фойц здобув срібну медаль у супергіганті та бронзову медаль у швидкісному спуску. 
Золоту медаль чемпіона світу Фойц виборов на чемпіонаті 2017 року в швидкісному спуску. 

## Виступи на Олімпійських іграх
| Рік  | Місце проведення          | СЛ | ГС | СГ | ШС | КМ |
| ---- | ------------------------- | -- | -- | -- | -- | -- |
| 2014 | Сочі, Росія               | —  | —  | 27 | 13 | 15 |
| 2018 | Пхьончхан, Південна Корея | —  | —  | 2  | 3  | —  |
| 2022 | Пекін, Китай              | —  | —  | —  | 1  | —  |

## Виступи на чемпіонатах світу
| Рік  | Місце проведення               | СЛ | ГС | СГ | ШС | КМ   |
| ---- | ------------------------------ | -- | -- | -- | -- | ---- |
| 2011 | Гарміш-Партенкірхен, Німеччина | —  | —  | —  | 9  | DNF2 |
| 2015 | Вейл/Бівер-Крик, США           | —  | —  | —  | 3  | 14   |
| 2017 | Санкт-Моріц, Швейцарія         | —  | —  | 12 | 1  | —    |
| 2019 | Оре, Швеція                    | —  | —  | 18 | 4  | —    |
| 2021 | Кортіна-д'Ампеццо, Італія      | —  | —  | 10 | 3  | —    |

## Зовнішні посилання
Досьє на сайті FIS [Архівовано 5 лютого 2018 у Wayback Machine.]